# Saturn Awards 2018
La 44ª edizione dei Saturn Awards si è svolta il 27 giugno 2018 a Burbank in California, per premiare le migliori produzioni cinematografiche e televisive distribuite dal febbraio 2017 al febbraio 2018. Le candidature sono state annunciate il 15 marzo 2018.

## Candidati e vincitori
I vincitori sono indicati in grassetto, a seguire gli altri candidati.

### Film

#### Miglior film di fantascienza
- Blade Runner 2049, regia di Denis Villeneuve
- Alien: Covenant, regia di Ridley Scott
- Life - Non oltrepassare il limite (Life), regia di Daniel Espinosa
- Star Wars: Gli ultimi Jedi (Star Wars: The Last Jedi), regia di Rian Johnson
- Valerian e la città dei mille pianeti (Valérian et la Cité des mille planètes), regia di Luc Besson
- The War - Il pianeta delle scimmie (War for the Planet of the Apes), regia di Matt Reeves

#### Miglior film fantasy
- La forma dell'acqua - The Shape of Water (The Shape of Water), regia di Guillermo del Toro
- La bella e la bestia (Beauty and the Beast), regia di Bill Condon
- Downsizing - Vivere alla grande (Downsizing), regia di Alexander Payne
- Jumanji - Benvenuti nella giungla (Jumanji: Welcome to the Jungle), regia di Jake Kasdan
- Kong: Skull Island, regia di Jordan Vogt-Roberts
- Paddington 2, regia di Paul King

#### Miglior film horror
- Scappa - Get Out (Get Out), regia di Jordan Peele
- 47 metri (47 Meters Down), regia di Johannes Roberts
- Annabelle 2: Creation (Annabelle: Creation), regia di David F. Sandberg
- Better Watch Out, regia di Chris Peckover
- It, regia di Andrés Muschietti
- Madre! (mother!), regia di Darren Aronofsky

#### Miglior film thriller
- Tre manifesti a Ebbing, Missouri (Three Billboards Outside Ebbing, Missouri), regia di Martin McDonagh
- Cell Block 99 - Nessuno può fermarmi (Brawl in Cell Block 99), regia di S. Craig Zahler
- Assassinio sull'Orient Express (Murder on the Orient Express), regia di Kenneth Branagh
- The Post, regia di Steven Spielberg
- Suburbicon, regia di George Clooney
- I segreti di Wind River (Wind River), regia di Taylor Sheridan

#### Miglior film d'azione/di avventura
- The Greatest Showman, regia di Michael Gracey
- Baby Driver - Il genio della fuga (Baby Driver), regia di Edgar Wright
- Dunkirk, regia di Christopher Nolan
- Fast & Furious 8 (The Fate of the Furious), regia di F. Gary Gray
- Hostiles - Ostili (Hostiles), regia di Scott Cooper
- Kingsman - Il cerchio d'oro (Kingsman: The Golden Circle), regia di Matthew Vaughn

#### Migliore trasposizione da fumetto a film
- Black Panther, regia di Ryan Coogler
- Guardiani della Galassia Vol. 2 (Guardians of the Galaxy Vol. 2), regia di James Gunn
- Logan: The Wolverine (Logan), regia di James Mangold
- Spider-Man: Homecoming, regia di Jon Watts
- Thor: Ragnarok, regia di Taika Waititi
- Wonder Woman, regia di Patty Jenkins

#### Miglior attore
- Mark Hamill - Star Wars: Gli ultimi Jedi (Star Wars: The Last Jedi)
- Chadwick Boseman - Black Panther
- Ryan Gosling - Blade Runner 2049
- Hugh Jackman - Logan: The Wolverine (Logan)
- Daniel Kaluuya - Scappa - Get Out (Get Out)
- Andy Serkis - The War - Il pianeta delle scimmie (War for the Planet of the Apes)
- Vince Vaughn - Cell Block 99 - Nessuno può fermarmi (Brawl in Cell Block 99)

#### Miglior attrice
- Gal Gadot - Wonder Woman
- Sally Hawkins - La forma dell'acqua - The Shape of Water (The Shape of Water)
- Frances McDormand - Tre manifesti a Ebbing, Missouri (Three Billboards Outside Ebbing, Missouri)
- Lupita Nyong'o - Black Panther
- Rosamund Pike - Hostiles - Ostili (Hostiles)
- Daisy Ridley - Star Wars: Gli ultimi Jedi (Star Wars: The Last Jedi)
- Emma Watson - La bella e la bestia (Beauty and the Beast)

#### Miglior attore non protagonista
- Patrick Stewart - Logan: The Wolverine (Logan)
- Harrison Ford - Blade Runner 2049
- Michael B. Jordan - Black Panther
- Michael Keaton - Spider-Man: Homecoming
- Chris Pine - Wonder Woman
- Michael Rooker - Guardiani della Galassia Vol. 2 (Guardians of the Galaxy Vol. 2)
- Bill Skarsgård - It

#### Miglior attrice non protagonista
- Danai Gurira - Black Panther
- Ana de Armas - Blade Runner 2049
- Carrie Fisher - Star Wars: Gli ultimi Jedi (Star Wars: The Last Jedi)
- Lois Smith - Marjorie Prime
- Octavia Spencer - La forma dell'acqua - The Shape of Water (The Shape of Water)
- Tessa Thompson - Thor: Ragnarok
- Kelly Marie Tran - Star Wars: Gli ultimi Jedi (Star Wars: The Last Jedi)

#### Miglior attore emergente
- Tom Holland - Spider-Man: Homecoming
- Dafne Keen - Logan: The Wolverine (Logan)
- Sophia Lillis - It
- Millicent Simmonds - La stanza delle meraviglie (Wonderstruck)
- Jacob Tremblay - Wonder
- Letitia Wright - Black Panther
- Zendaya - Spider-Man: Homecoming

#### Miglior regia
- Ryan Coogler - Black Panther
- Guillermo del Toro - La forma dell'acqua - The Shape of Water (The Shape of Water)
- Patty Jenkins - Wonder Woman
- Rian Johnson - Star Wars: Gli ultimi Jedi (Star Wars: The Last Jedi)
- Jordan Peele - Scappa - Get Out (Get Out)
- Matt Reeves - The War - Il pianeta delle scimmie (War for the Planet of the Apes)
- Denis Villeneuve - Blade Runner 2049

#### Migliore sceneggiatura
- Rian Johnson - Star Wars: Gli ultimi Jedi (Star Wars: The Last Jedi)
- Ryan Coogler e Joe Robert Cole - Black Panther
- Hampton Fancher e Michael Green - Blade Runner 2049
- Jordan Peele - Scappa - Get Out (Get Out)
- Scott Frank, James Mangold e Michael Green - Logan: The Wolverine (Logan)
- Guillermo del Toro e Vanessa Taylor - La forma dell'acqua - The Shape of Water (The Shape of Water)
- Allan Heinberg - Wonder Woman

#### Miglior montaggio
- Bob Ducsay - Star Wars: Gli ultimi Jedi (Star Wars: The Last Jedi)
- Michael P. Shawver e Claudia Castello - Black Panther
- Christian Wagner e Paul Rubell - Fast & Furious 8 (The Fate of the Furious)
- Gregory Plotkin - Scappa - Get Out (Get Out)
- Michael McCusker e Dirk Westervelt - Logan: The Wolverine (Logan)
- Sidney Wolinsky - La forma dell'acqua - The Shape of Water (The Shape of Water)

#### Miglior scenografia
- Hannah Beachler - Black Panther
- Sarah Greenwood - La bella e la bestia (Beauty and the Beast)
- Dennis Gassner - Blade Runner 2049
- Paul Denham Austerberry - La forma dell'acqua - The Shape of Water (The Shape of Water)
- Rick Heinrichs - Star Wars: Gli ultimi Jedi (Star Wars: The Last Jedi)
- Hugues Tissandier - Valerian e la città dei mille pianeti (Valérian et la Cité des mille planètes)

#### Miglior colonna sonora
- Michael Giacchino - Coco
- Ludwig Göransson - Black Panther
- John Debney e Joseph Trapanese - The Greatest Showman
- Alexandre Desplat - La forma dell'acqua - The Shape of Water (The Shape of Water)
- John Williams - Star Wars: Gli ultimi Jedi (Star Wars: The Last Jedi)
- Carter Burwell - La stanza delle meraviglie (Wonderstruck)

#### Migliori costumi
- Jacqueline Durran - La bella e la bestia (Beauty and the Beast)
- Ruth E. Carter - Black Panther
- Ellen Mirojnick - The Greatest Showman
- Michael Kaplan - Star Wars: Gli ultimi Jedi (Star Wars: The Last Jedi)
- Olivier Bériot - Valerian e la città dei mille pianeti (Valérian et la Cité des mille planètes)
- Lindy Hemming - Wonder Woman

#### Miglior trucco
- Joel Harlow e Ken Diaz - Black Panther
- Donald Mowat - Blade Runner 2049
- John Blake e Brian Sipe - Guardiani della Galassia Vol. 2 (Guardians of the Galaxy Vol. 2)
- Alec Gillis, Sean Sansom, Tom Woodruff, Jr. e Shane Zander - It
- Mike Hill e Shane Mahan - La forma dell'acqua - The Shape of Water (The Shape of Water)
- Peter Swords King e Neal Scanlan - Star Wars: Gli ultimi Jedi (Star Wars: The Last Jedi)
- Arjen Tuiten - Wonder

#### Migliori effetti speciali
- Christopher Townsend, Guy Williams, Jonathan Fawkner e Dan Sudick - Guardiani della Galassia Vol. 2 (Guardians of the Galaxy Vol. 2)
- Geoffrey Baumann, Craig Hammack e Dan Sudick - Black Panther
- John Nelson, Paul Lambert, Richard R. Hoover e Gerd Nefzer - Blade Runner 2049
- Stephen Rosenbaum, Jeff White, Scott Benza e Mike Meinardus - Kong: Skull Island
- Ben Morris, Mike Mulholland, Chris Corbould e Neal Scanlan - Star Wars: Gli ultimi Jedi (Star Wars: The Last Jedi)
- Joe Letteri, Dan Lemmon, Daniel Barrett e Joel Whist - The War - Il pianeta delle scimmie (War for the Planet of the Apes)

#### Miglior film indipendente
- Wonder, regia di Stephen Chbosky
- Tonya (I, Tonya), regia di Craig Gillespie
- LBJ, regia di Rob Reiner
- Lucky, regia di John Carroll Lynch
- Professor Marston and the Wonder Women, regia di Angela Robinson
- Super Dark Times, regia di Kevin Phillips
- La stanza delle meraviglie (Wonderstruck), regia di Todd Haynes

#### Miglior film internazionale
- Baahubali 2: The Conclusion, regia di S.S. Rajamouli ( India)
- Brimstone, regia di Martin Koolhoven ( Francia/ Regno Unito/ Germania/ Svizzera/ Paesi Bassi)
- The Lodgers - Non infrangere le regole (The Lodgers), regia di Brian O'Malley ( Irlanda)
- Dickens - L'uomo che inventò il Natale (The Man Who Invented Christmas), regia di Bharat Nalluri ( Irlanda/ Canada)
- The Square, regia di Ruben Östlund ( Svezia/ Germania/ Francia/ Danimarca)
- Wolf Warrior 2 (战狼2), regia di Wu Jing ( Cina)

#### Miglior film d'animazione
- Coco, regia di Lee Unkrich e Adrian Molina
- Cars 3, regia di Brian Fee
- Cattivissimo me 3 (Despicable Me 3), regia di Pierre Coffin, Kyle Balda ed Eric Guillon
- Baby Boss (The Boss Baby), regia di Tom McGrath
- Your Name. (君の名は。), regia di Makoto Shinkai

### Televisione

#### Miglior serie televisiva di fantascienza
- The Orville
- The 100
- Colony
- Doctor Who
- The Expanse
- Salvation
- X-Files (The X-Files)

#### Miglior serie televisiva fantasy
- Outlander
- American Gods
- Il Trono di Spade (Game of Thrones)
- The Good Place
- Knightfall
- The Librarians
- The Magicians

#### Miglior serie televisiva horror
- The Walking Dead
- American Horror Story: Cult
- Ash vs Evil Dead
- Fear the Walking Dead
- Preacher
- The Strain
- Teen Wolf

#### Miglior serie televisiva d'azione/thriller
- Better Call Saul
- L'alienista (The Alienist)
- Animal Kingdom
- Fargo
- Into the Badlands
- Mr. Mercedes
- Riverdale

#### Miglior serie televisiva di supereroi
- The Flash
- Arrow
- Black Lightning
- Legends of Tomorrow
- Gotham
- Agents of S.H.I.E.L.D.
- Supergirl

#### Miglior serie televisiva new media di supereroi
- The Punisher
- Future Man
- The Defenders
- Iron Fist
- Runaways
- The Tick

#### Miglior serie televisiva new media
- Star Trek: Discovery
- Altered Carbon
- Black Mirror
- The Handmaid's Tale
- Mindhunter
- Philip K. Dick’s Electric Dreams
- Stranger Things

#### Miglior attore in una serie televisiva
- Kyle MacLachlan - Twin Peaks
- Jon Bernthal - The Punisher
- Bruce Campbell - Ash vs Evil Dead
- Sam Heughan - Outlander
- Jason Isaacs - Star Trek: Discovery
- Andrew Lincoln - The Walking Dead
- Seth MacFarlane - The Orville
- Ricky Whittle - American Gods

#### Miglior attrice in una serie televisiva
- Sonequa Martin-Green - Star Trek: Discovery
- Gillian Anderson - X-Files (The X-Files)
- Caitriona Balfe - Outlander
- Melissa Benoist - Supergirl
- Lena Headey - Il Trono di Spade (Game of Thrones)
- Adrianne Palicki - The Orville
- Sarah Paulson - American Horror Story: Cult
- Mary Elizabeth Winstead - Fargo

#### Miglior attore non protagonista in una serie televisiva
- Michael McKean - Better Call Saul
- Nikolaj Coster-Waldau - Il Trono di Spade (Game of Thrones)
- Miguel Ferrer - Twin Peaks
- Kit Harington - Il Trono di Spade (Game of Thrones)
- Doug Jones - Star Trek: Discovery
- Christian Kane - The Librarians
- Khary Payton - The Walking Dead
- Evan Peters - American Horror Story: Cult

#### Miglior attrice non protagonista in una serie televisiva
- Rhea Seehorn - Better Call Saul
- Odette Annable - Supergirl
- Dakota Fanning - L'alienista (The Alienist)
- Danai Gurira - The Walking Dead
- Melissa McBride - The Walking Dead
- Candice Patton - The Flash
- Adina Porter - American Horror Story: Cult
- Krysten Ritter - The Defenders

#### Miglior guest star in una serie televisiva
- David Lynch - Twin Peaks
- Bryan Cranston - Philip K. Dick's Electric Dreams
- Michael Greyeyes - Fear the Walking Dead
- Jeffrey Dean Morgan - The Walking Dead
- Rachel Nichols - The Librarians
- Jesse Plemons - Black Mirror
- Hartley Sawyer - The Flash
- Michelle Yeoh - Star Trek: Discovery

#### Miglior giovane attore in una serie televisiva
- Chandler Riggs - The Walking Dead
- KJ Apa - Riverdale
- Millie Bobby Brown - Stranger Things
- Max Charles - The Strain
- Alycia Debnam-Carey - Fear the Walking Dead
- David Mazouz - Gotham
- Lili Reinhart - Riverdale
- Cole Sprouse - Riverdale

#### Miglior presentazione in televisione
- Twin Peaks
- Channel Zero
- Descendants 2
- Doctor Who
- Mystery Science Theatre 3000
- Okja
- The Sinner

#### Miglior serie o film TV animato
- Star Wars Rebels
- Archer
- BoJack Horseman
- Piovono polpette (Cloudy with a Chance of Meatballs)
- I Griffin (Family Guy)
- Rick and Morty
- I Simpson (The Simpsons)

### Home video

#### Miglior DVD/Blu-ray (film)
- Dave Made a Maze
- 2:22 - Il destino è già scritto (2:22)
- Colossal
- Il culto di Chucky (Cult of Chucky)
- Devil's Whisper
- The Man from Earth: Holocene

#### Miglior DVD/Blu-ray (serie TV)
- American Gods - stagione 1
- Grimm
- Agenzia Rockford (The Rockford Files)
- Twin Peaks
- The Vampire Diaries
- Westworld - Dove tutto è concesso (Westworld) - stagione 1

#### Miglior edizione speciale DVD/Blu-ray
- La notte dei morti viventi (Night of the Living Dead)
- Orizzonte perduto (Lost Horizon)
- Il mondo perduto (The Lost World)
- Re-Animator
- Speed Racer
- Suspiria

#### Miglior collezione DVD/Blu-ray
- Dracula Complete Legacy Collection
- OSS 117 Five Film Collection
- Abbott and Costello Rarities
- The Adventures of Captain Marvel
- Christopher Nolan 4K Collection
- Fritz Lang: The Silent Films
- The Mummy Complete Legacy Collection

#### Miglior edizione DVD/Blu-ray di un film classico
- Prigionieri dell'oceano (Lifeboat)
- Caltiki il mostro immortale (Caltiki – The Immortal Monster)
- La distruzione del mondo (Deluge)
- La macchia della morte (The Mephisto Waltz)
- Il castello maledetto (The Old Dark House)
- Tobor - Il re dei robot (Tobor the Great)

### Produzioni teatrali locali

#### Miglior produzione teatrale locale
- Something Rotten! (Segerstrom Center for the Arts)
- Finding Neverland (Segerstrom Center for the Arts)
- Miracle on 34th Street (Pasadena Playhouse)
- Oklahoma! (3D Theatricals)
- Spamalot (3D Theatricals)
- Zoot Suit (Mark Taper Forum)

## Premi speciali
- The Founder's Award: Guillermo del Toro[5]
- The Producers Showcase Award: Jason Blum[5]
- The Filmmakers Showcase Award: Jake Kasdan
- The Dan Curtis Legacy Award: Sarah Schechter
- The Special Achievement Award: Don Mancini (Chucky)